# Lopavshe
Lopavshe (ucraniano: Лопа́вше) es un pueblo de Ucrania, constituido administrativamente como una pedanía del asentamiento de tipo urbano de Demýdivka, en el raión de Dubno de la óblast de Rivne.
En 2001, el pueblo tenía una población de 497 habitantes.
Se encuentra a unos 4 km al noroeste de la capital municipal Demýdivka, junto a la orilla oriental del río Styr.

## Historia
Antes de la formación del actual municipio de Demýdivka en 2016, el pueblo era una pedanía del consejo rural de Jrínnyky en el raión de Demýdivka.